# Yemsa jezik
Yemsa jezik  (ISO 639-3: jnj; “janjerinya”, “janjero”, “janjor”, “yangaro”, yem, yemma, “zinjero”), jezik naroda Yem iz Etiopije, sjeveroistočno od Jimme, kojim govori 81 600 ljudi (1994 popis) od 165 184 (1994 popis) etničkih Yema.
Pripada afrazijskoj porodici užoj omotskoj skupini, i jedini je predstavnik podskupine janjero. Dva su dijalektkta, toba i fuga of jimma, od kojih je ovaj drugi možda poseban jezik. Glavno središte gdje se govori je selo Fofa. Piše se etiopskim pismom. Neki od Yema govore i amharski [amh] ili oromo

## Vanjske poveznice
- Ethnologue (14th)
- Ethnologue (15th)
- The Yem Language